# آرویو سکو (شهرستان لس آنجلس)
آرویو سکو (به انگلیسی: Arroyo Seco) یک منطقهٔ مسکونی در ایالات متحده آمریکا است که در کالیفرنیا واقع شده‌است.